# Колодязь (гірництво)
Коло́дязь (англ. well, нім. kleiner Schacht, Einsteigschacht, Brunnen) — вертикальна гірнича виробка, що проводиться для забору підземних вод, розсолів та інших рідин.
За способом спорудження розрізнюють колодязі:
- копаний (звичайний) глибиною до 20—30 м
- забивний (абісінський) — до 10—20 м
- буровий (трубчастий) — до декількох сотень метрів.

За ступенем розкриття водоносних порід розрізняють завершений колодязь (розкриває шар водоносних порід на всю потужність) і незавершений (не доведений до підошви водоносного горизонту).
Колодязі оснащують «журавлями», коловоротами, насосами. На гірничих підприємствах колодязі використовують головним чином як дренажні споруди для зниження напірного рівня підземних вод нижче підошви гірничих виробок, для відведення шахтних (кар'єрних) і інших промислових стічних вод в безнапірні водоносні горизонти (колектори), що залягають нижче підошви гірничих виробок або промислових споруд. Іноді колодязі застосовуються також як тимчасові водозбірники в підготовчих виробках і при головних водовідливних насосних станціях на шахтах. До початку XX ст. колодязі використовувалися для видобутку нафти за допомогою ручного коловорота, відер і шкіряних мішків. Видобуток нафти з колодязів відомий з V ст. до н. е.